# الغضب (رواية)
الغضب (كُتبت بعنوان الحماس، وعُدّل العنوان قبل النشر) هي رواية إثارة نفسية للكاتب الأمريكي ستيفن كينغ، وهي أول رواية ينشرها تحت الاسم المستعار ريتشارد باكمان. نُشرت لأول مرة في عام 1977، ثم جُمعت في عام 1985 في المجلد الشامل كتب باكمان. تصف الرواية حادثة إطلاق نار في مدرسة، وارتبطت بوقوع حوادث إطلاق نار فعلية في المدارس الثانوية في ثمانينيات القرن العشرين وتسعينياته. ردًا على ذلك، قبِل كينغ إيقاف طباعة المزيد من النسخ، وفي عام 2013، نشر مقالًا غير خيالي عن أعمال العنف المرتبطة باستخدام الأسلحة النارية بعنوان «البنادق».

## ملخص الحبكة
يُستدعى تشارلي ديكر، وهو طالب في السنة الأخيرة في مدرسة ثانوية في ولاية مين، لحضور اجتماع مع مديره بشأن حادثة سابقة ضرب فيها مدرّس الكيمياء بمفتاح الأنابيب، ما أدى إلى دخول المدرّس إلى المستشفى وعزل تشارلي. يوجّه تشارلي سلسلة من الملاحظات المهينة للمدير، ما يؤدي إلى طرده. يخرج تشارلي غاضبًا من المكتب ويجلب مسدسًا من خزانته، ثم يحرق محتويات الخزانة. يعود تشارلي إلى صفّه ويطلق النار على مدرّسة الجبر، الآنسة جين أندروود، ويرديها قتيلة. يطلق الحريق إنذارًا، لكن تشارلي يجبر زملاءه على البقاء في الغرفة، ويقتل مدرّس التاريخ، السيد بيتر فينس، عند محاولته الدخول. في أثناء عملية إخلاء الطلاب والمدرسين الآخرين من المدرسة، تصل الشرطة والإعلام إلى مكان الحادث.
على مدار الساعات الأربع التالية، يعبث تشارلي مع مختلف رموز السلطة التي تحاول التفاوض معه، بمن فيهم المدير وطبيب المدرسة النفسي ورئيس الشرطة المحلية. يعطيهم تشارلي أوامر محددة، ويهدد بقتل الطلاب إذا لم يمتثلوا لها. يعترف تشارلي أيضًا لرهائنه بأنه لا يعرف ما الذي أجبره على الإقدام على مثل هذه الأفعال، معتقدًا أنه سيأسف عليها في النهاية. عندما يبدأ زملاء تشارلي بالتعاطف معه، يحوّل صفه عن غير قصد إلى مجموعة للعلاج النفسي، ويبدأ زملاؤه شبه طواعية بإفشاء أسرارهم المحرجة وأسرار زملائهم الآخرين.
يتخلّل الروايةَ استحضارٌ سردي لطفولة تشارلي المضطربة، ولا سيما علاقته المضطربة مع والده المسيء كارل. تشمل الأحداث البارزة خلافًا عنيفًا بين طالبتين ومحاولة قنّاص من الشرطة إطلاق النار على تشارلي في القلب. ومع ذلك، ينجو تشارلي بسبب إصابة الطلقة لقفل خزانته الذي وضعه في وقت سابق في جيب صدر قميصه.
يدرك تشارلي أخيرًا أن طالبًا واحدًا فقط محتجَزٌ ضد إرادته: يبدو ظاهريًا «رجلًا ضخمًا من الحرم الجامعي» يُدعى تيد جونز، ويخفي أسراره الخاصة. يدرك تيد انكشاف أمره ويحاول الهرب من الصف، لكن الطلاب الآخرين يهاجمونه بوحشية، ويوسعونه ضربًا. في الساعة 1:00 مساءً، يحرّر تشارلي الطلاب، لكن تيد لا يقوى على الحركة. عندما يدخل رئيس الشرطة إلى الصف، يتحرك تشارلي -غير المسلح الآن- وكأنه سيطلِق النار عليه، محاولًا الانتحار بمواجهة الشرطي. يطلق رئيس الشرطة الرصاص على تشارلي، لكنه ينجو، وتثبت عدم إدانة تشارلي لإصابته بالجنون ويُلزم بالمكوث في مستشفى للأمراض النفسية في أوغستا بولاية مين إلى أن يتمكن من الإجابة على سبب تصرفاته.
تتضمن الفصول الأخيرة مذكرةً داخلية تتعلق بعلاج تيد ومآله في المستشفى حيث أصبح الآن مريضًا، ورسالةً من أحد أصدقاء تشارلي تصف التطورات المختلفة في حياة الطلاب خلال الأشهر التي تلت هذا الحادث. تنتهي القصة بمخاطبة تشارلي للقارئ: «هذه هي النهاية. يجب أن أطفئ النور الآن. ليلة سعيدة».

## وصلات خارجية
- Identification characteristics for first edition copies of Rage by Richard Bachman (Stephen King)